# Stig Björkman
Pour les articles homonymes, voir Björkman.
Stig Björkman (né le 2 octobre 1938 à Stockholm) est un critique de cinéma, scénariste et réalisateur suédois.

## Biographie
Après des études d'architecture, Björkman devient critique de cinéma à la revue Chaplin. De 1964 à 1972, il en est le rédacteur en chef. À partir de 1964, il commence à réaliser des courts métrages et des documentaires. Entre 1973 et 1974, il enseigne à l'École suédoise de cinéma. De 1975 à 1977, il est directeur de production à l'Institut du film danois. Stig Björkman a écrit de nombreux ouvrages - seul ou en collaboration - consacrés au cinéma.

## Filmographie partielle
Sauf indication contraire, les informations mentionnées dans cette section peuvent être confirmées par la base de données cinématographiques IMDb,  présente dans la section « Liens externes ».
- 1968 : Modiga mindre män
- 1968 : Jag älskar, du älskar
- 1971 : Georgia, Georgia
- 1975 : Den vita väggen'
- 1979 : Gå på vattnet om du kan
- 1980 : Kvindesind
- 1984 : Bakom jalusin
- 1985 : Piecework (épisode du film Vad hände katten i råttans är ?)
- 1988 : Demain & demain & demain (Imorron & imorron & imorron), documentaire.
- 2015 : Je suis Ingrid, documentaire sur Ingrid Bergman avec le témoignage de ses 4 enfants.

## Publications
- Film in Sweden: The New Directors , Londres, The Tantivy Press, 1977.
- Le Cinéma selon Bergman, en collaboration avec Torsten Manns et Jonas Sima, Paris, Cinéma 2000/Seghers, 1973.
- Entretiens avec Lars von Trier, éditions Cahiers du cinéma, 2000.
- Woody Allen. Entretiens avec Stig Bjorkman, Alfabeta Stockholm, Cahiers du cinéma, Paris, Trad. Sylvie Durastanti et Jean Pêcheux, 2002.
- Michelangelo Antonioni, trad. Anne-Marie Teinturier, Cahiers du cinéma/Grands cinéastes, Paris, 2007.